# 刘以钟
刘以钟（1889年—1918年），字资厚，福建省福州闽侯县人。福州凤岗刘氏后人。
刘以钟16岁肄业于全闽师范学堂。后留学日本，先后就读于日本弘文学院和东京高等师范学校。回国后，刘以钟在全闽两级师范学堂教习。
民国元年，刘以钟任福建教育司次官。民国3年，刘以钟被聘为北京高等师范学校教育教授。民国6年，调充教育部视学。1917年9月7日，刘以钟任浙江省教育司长。后又调到教育部任参事。
刘以钟的著作有《新制教育学》（中华书局，1914年）、《哲学概论》等。